# Rudolf Winkler (Pianist)
Rudolf Winkler (* 1889 in Bischofsburg; † 1970 in Bad Homburg vor der Höhe) war ein deutscher Pianist.
Nach einem kurzen Studium in Königsberg (Preußen) und München war Winkler Schüler am Stern’schen Konservatorium in Berlin. Hier erhielt er die Franz-Liszt-Anerkennungsmedaille und andere Auszeichnungen. Nach einer schweren Verwundung in der Schlacht bei Tannenberg war er drei Jahre, bis 1917, Patient der Königsberger Heinrich-Hoeftman-Klinik, in der er elfmal operiert wurde. Danach war er Klavierpädagoge am Konservatorium Königsberg und wurde zu Konzerten und Rundfunksendungen (vor allem im Reichssender Königsberg) verpflichtet.